# アサナシア・ツメレカ
アサナシア・ツメレカ（Athanasia Tsoumeleka, 1982年1月2日 - ）は、ギリシャの陸上競技選手である。2004年アテネオリンピック女子20km競歩の金メダリストである。
ツメレカは2003年までは、同年開催された世界陸上競技選手権大会で7位の成績が最高であったが、母国で開催されたオリンピックで金メダルを獲得し驚かせた。銀メダルに終わった、世界陸上選手権で2001年と2005年に金メダルを取った実力者のロシアのオリンピアダ・イワノワとのタイム差はわずか4秒であった。
その後の成績は低迷していたが、2009年1月、北京オリンピック2日前に行なわれたドーピング検査の再検査で、持久力を高めるエリスロポエチン（EPO）の陽性反応が判明。本人は検査手続きに疑問視し、競技から引退することを表明した。同年4月には持続性エリスロポエチン受容体活性化剤（CERA）でも陽性反応だったことが明らかになった。その後、BサンプルでもCERAの陽性反応が出た。11月18日、IOCは北京オリンピック20km競歩9位だった彼女を失格とした。